# Peter J. Stadelman
Peter John Stadelman (* 29. Oktober 1871 in Hempstead, New York; † 10. Januar 1954) war ein US-amerikanischer Geschäftsmann und Politiker (Republikanische Partei).

## Werdegang
Peter John Stadelman, Sohn von Mary Rath und Joseph Stadelman, wurde 1871 im Nassau County geboren. Sein Vater wanderte 1869 aus Österreich-Ungarn in die Vereinigten Staaten ein und heiratete dort in der Folgezeit seine Mutter, eine geborene New Yorkerin. Er wuchs auf einer Farm in der Nähe von The Dalles (Oregon) am Columbia River auf, die einst einer katholischen Mission gehört hatte. Während dieser Zeit besuchte er öffentliche Schulen in The Dalles. Danach arbeitete er als Zeitungsbote für The Oregonian und dann als Assistant am lokalen Postamt.
1893 begann er im Eis- und Früchtegeschäft zu arbeiten, was ihn dazu veranlasste 1898 sein eigenes Unternehmen, die Stadelman Fruit and Ice Company, zu gründen. Er heiratete 1903 Mary Kelly Hicks. Das Paar bekam zwei Söhne: Wilbur und George Peter. Stadelman erwarb 1907 mit seinem Bruder die Familienfarm von ihrem Vater. 1920 gehörte er zu den Gründern der Citizen’s National Bank in The Dalles und wurde später der Präsident der Bank.
Von 1908 bis 1914 saß er im Stadtrat von The Dalles. Er wurde 1918 Bürgermeister von The Dalles – ein Posten, den er bis 1928 innehatte. Am 6. Februar 1934 starb der Secretary of State Hal E. Hoss vor dem Ende seiner Amtszeit. Der Gouverneur von Oregon Julius Meier ernannte Stadelman daraufhin am 9. Februar 1934 für die verbleibende Amtszeit von Hoss zum neuen Secretary of State von Oregon. Stadelman bekleidete den Posten bis zum 7. Januar 1935, als Earl Snell den Posten übernahm. Seine Amtszeit war von der Weltwirtschaftskrise überschattet. 1936 wurde er für den 16. Bezirk (Wasco County und Hood River County) in den Senat von Oregon gewählt. Stadelman wurde zweimal wiedergewählt, 1940 und 1944. Er diente bis zum Ende der Session von 1947.
Zeitweise hatte sein Unternehmen das größte Kühlhaus im östlichen Teil von Oregon. Seine Ehefrau verstarb am 10. Juli 1924. 1930 verkaufte er sein Kühlhausunternehmen an seine Söhne und zog später nach Yakima (Washington).